# Provincia de Kurdistán
La provincia de Kurdistán (o a veces Curdistán; en persa: استان کردستان‎, Ostān-e Kordestān; en kurdo: پارێزگه‌ی کوردستان, Parêzgay Kurdistan) es una de las 31 provincias de Irán.
La provincia de Kurdistán tiene 28 817 km² de superficie que abarcan sólo una octava parte de las zonas kurdas habitadas de Irán o «Kurdistán iraní».
Se encuentra al oeste del país, es fronteriza con Irak y limita con la provincia de Azerbaiyán Occidental al norte, Zanjan al noreste y Kermanshah al sur. Su capital y centro de la provincia es Sanandaj, (en kurdo: Sinne). Otras grandes ciudades son Marivan, Baneh, Saqqez, Qorveh, Bijar, Sardasht Kamyaran y Diwandarreh. Es una de las regiones más montañosas y frías de Irán.

## Historia
Tribus arias se establecieron en esta región después de su inmigración a Irán. Es desde aquí donde empezaron los primeros planes para derrocar a los asirios, concluyendo en su derrota final en el 612 a. C., y preparando el escenario para el comienzo del Imperio Medio.
Cuando los árabes islámicos atacaron el Imperio sasánida en el año 634, muchos kurdos resistieron a su invasión, pero finalmente tuvieron que someterse al mandato musulmán. En el 835, uno de los dirigentes kurdos se sublevó contra Al-Mutasim, pero fue finalmente derrotado. Los kurdos se sublevaron varias veces contra los califas árabes, pero fueron derrotados.
En los siguientes cien años, el Kurdistán se convirtió en el escenario de diversos conflictos entre los distintos invasores, incluidos los mongoles y los timúridas. Su declive comenzó en el siglo XVI, cuando el tráfico marítimo sustituyó a la famosa Ruta de la Seda.
Tras la orden de Sultán Muhammad Khodabandeh (Öljaitü), se construyó una pequeña ciudad en la región de Bisutun con el nombre de Soltanabad Chamchal para funcionar como centro político y oficial del Kurdistán en la Edad Media. Siguió siendo la capital un siglo y medio más, hasta que en el año 1372, el gobierno se trasladó al fuerte de Hassanabad, 6 km al sur de Sanandaj. Alrededor del siglo XIV, la tribu Ardalan se estableció en Sanandaj como gobernantes de esta región.
Según los escritos de Sharafnama-Sharaf al-Din Bitlisi, antes conocido como el líder de la tribu, Bawa Ardalan, fue un descendiente de "Ahmad b. Marwan", que gobernó en Diyarbakır. Él se asentó entre los goranis del Kurdistán y hacia el final del período mongol se hizo cargo de la región de "Şare Zor", donde se estableció a sí mismo como señor absoluto. Él es considerado como el fundador del principado de Ardalan, a este principado pertenecían los territorios de Zardiawa, Janaqin, Kirkuk, y Kifri, que ya eran la patria de la kurdo-goranis. La capital del principado por primera vez fue Sharazour, pero se trasladó a Sinne más adelante. Durante el reinado de Ismail I, el fundador de la dinastía Safávida, los kurdos suníes (entre ellos los Ardalan) fueron apoyados por los califas otomanos contra el gobierno chiita de los safávidas. Cuando Soleiman Khan Ardalan llegó al poder en el año 1630, el trono fue trasladado a Sanandaj y a partir de entonces, los gobernantes contribuyeron al florecimiento y desarrollo de la zona.
Actualmente, el pueblo kurdo posee representación tanto como Kurdistán iraní como iraquí en la UNPO.

## Geografía

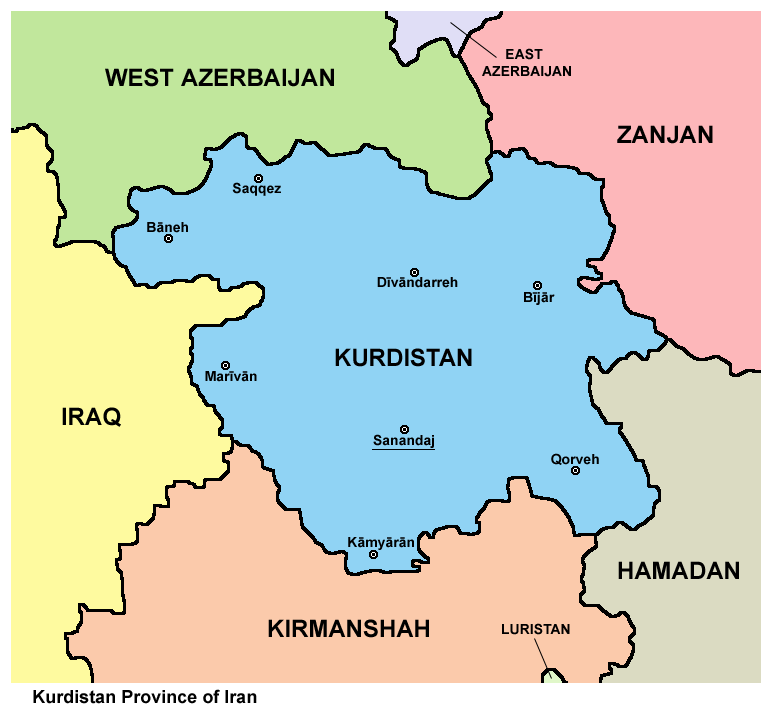
Provincia en el contexto de las regiones y países adyacentes

La provincia de Kurdistán es una región totalmente montañosa que se puede dividir en dos secciones topográficas, la occidental y la oriental, según si se encuentran al este o el oeste de Sanandaj. La provincia de Kurdistán está predominantemente cubierta por montañas y colinas, tiene muchos ríos, lagos y cuevas, por lo que siempre ha atraído a un gran número de turistas y aficionados al montañismo, el esquí y los deportes acuáticos. Tiene una superficie de 28 817 km², que por su extensión es similar a la de Albania.
El Zarrinehorood, de 302 km de largo, es uno de los ríos más largos de la provincia. Las riberas ofrecen grandes oportunidades para la recreación por su abundante agua, que es ideal para la práctica de deportes náuticos. Este río discurre hacia el norte y desemboca en el lago Urmía. El río Sirvan es otro prominente río de esta provincia, recorre una larga distancia para finalmente unirse al Tigris en Irak. El Zarineh Rood y el Simineh son otros dos importantes ríos de esta provincia. Existe un gran número de especies marinas y aves que viven en las riberas de los numerosos ríos de la provincia, que pueden encontrar ahí su hábitat ideal.
El lago Zarivar es el lago más bello de la provincia. Se encuentra a los pies de altas montañas, ofreciendo un atractiva vista. El lago tiene una profundidad máxima de 50 metros y una profundidad media de 3 m, y está rodeado de espesos bosques. Toda la colección del lago, las montañas y los bosques generan un panorama fascinante. Este lago, que tiene una longitud de 5 km y una anchura máxima de 1,7 km, se sitúa al oeste de Marivan. La presa del lago Vahdat, al norte de Sanandaj, ofrece excelentes oportunidades para la pesca y los deportes acuáticos. La provincia de Kurdistán se beneficia de muchas fuentes de agua mineral, las más destacas son: Govaz al noroeste de Kamyaran, Abetalkh cerca de Bijar y Baba Gorgor al norte de Ghorveh.
La cueva Kereftoo, cerca de Divandarreh, es un sitio natural arqueológico único. En el interior de la cueva hay una serie de antiguos edificios conocidos como el Templo de Heraclio, porque el nombre de este antiguo dios griego está tallado en el techo de una de las salas. La cueva Shoovi, de 267 m de largo, es otra cueva destacada, que se encuentra cerca de la ciudad de Baneh.
El monte Charkhaln de 3330 m de altura, el monte Chehelcheshmeh de 3173 m, el monte Hossein Bak de 3091 m, y el monte Masjede Mirza de 3059 m, son las otras grandes montañas de la provincia de Kurdistán.
La provincia de Kurdistán tiene vastos bosques y refugios donde habitan muchos animales y aves, seguros de los daños de los seres humanos, como el leopardo, el carnero, la cabra salvaje, las hienas, los chacales, los lobos, los zorros y aves tales como la perdiz, el pato salvaje, la cigüeña, el loro y el águila.

## Cultura
La población de la provincia en 1996 era de 1 346 383 de los cuales el 52,42 % eran habitantes de zonas urbanas y 47,58 % de población rural. El pueblo kurdo es la población mayoritaria en esta provincia, hablan el dialecto sorani del kurdo, un idioma noroccidental de las lenguas iranias. La región histórica se llama Ardalan.
La lengua kurda está categorizada en el grupo de las lenguas indoeuropeas, con una distintiva forma gramatical. Este idioma en Irán tiene diversos dialectos: Sorani, Hewrami, Feyli, Kalhuri y Kurmanji. La mayoría de las personas en la provincia de Kurdistán hablan variantes del kurdo sorani, también conocido como dialecto "Ardalani". El kurdo hewrami también se habla alrededor de Marivan, en una región llamada "Hewramanî Text". En las partes orientales de la provincia como en Bijar y Qorveh están habitadas por azerbaiyanos que hablan azerí.

## Ciudades y pueblos
- Sanandaj
- Saqez
- Marivan
- Kamiaran
- Baneh
- Divandarreh
- Qorveh
- Bijar
- Sarvabad

## Economía
Las principales actividades de los habitantes son la agricultura y la ganadería moderna. Los principales productos agrícolas son el trigo, la cebada y las frutas. Las principales actividades industriales en esta provincia son las industrias químicas, de metal, textiles, de cuero y de alimentación.